# Antenor Tavares
Antenor Tavares (* 20. März 1921 in Tijucas; † 11. Dezember 1989 in Rio de Janeiro) war ein brasilianischer Rechtsanwalt und Politiker.

## Werdegang
Er ist Sohn von Jacó Lameu Tavares und Guilhermina Born Tavares. Sein Studium der Rechtswissenschaften schloss er 1945 an der Rechtswissenschaftlichen Fakultät von Santa Catarina mit dem Grad eines Bachelor ab. 
Von 1947 bis 1951 war er Abgeordneter des Partido Social Democrático (PSD) in der Assembleia Legislativa de Santa Catarina.